# Europese kampioenschappen indooratletiek 2023 – Polsstokhoogspringen vrouwen
Het polsstokhoogspringen voor mannen op de Europese indoorkampioenschappen van 2023 vond de kwalificatie plaats op 3 maart en op 4 maart 2023 de finale en werd gehouden op de shorttrackbaan van Ataköy Arena in Istanbul in Turkije. Het was de vijfendertigste keer dat dit onderdeel op het programma stond.
Het polsstokhoogspringen voor vrouwen werd gewonnen door de Finse Wilma Murto in 4,80 meter dat een nationaal record betekende. De Sloveense Tina Šutej werd tweede in 4,75 meter. Het brons ging naar de Tsjechische Amálie Švábíková in 4,70 meter.

## Records
Voorafgaand aan het toernooi waren dit het wereldrecord, Europees record, kampioenschapsrecord en de wereld-, Europese leiding.
| Wereldrecord         | Jennifer Suhr     | 5,03 | Brookport | 30 januari 2016  |
| Europees record      | Yelena Isinbayeva | 5,01 | Stockholm | 23 februari 2012 |
| Kampioenschapsrecord | Yelena Isinbayeva | 4,90 | Madrid    | 6 maart 2005     |
| WL                   | Katie Moon        | 4,83 | Liévin    | 15 februari 2023 |
| EL                   | Tina Šutej        | 4,82 | Ostrava   | 2 februari 2023  |

## Resultaten

### Kwalificatieronde
Kwalificatieregels: behalen van de kwalificatiestandaard van 4,65 (Q), of deel uitmaken van de 8 best presterende atleten (q).
| Rang | Naam                   | Land        | 4,10 | 4,30 | 4,45 | 4,55 | Resultaat | Bijz. |
| ---- | ---------------------- | ----------- | ---- | ---- | ---- | ---- | --------- | ----- |
| 1    | Wilma Murto            | Finland     | –    | o    | o    | o    | 4,55      | q     |
| 1    | Tina Šutej             | Slovenië    | –    | –    | o    | o    | 4,55      | q     |
| 3    | Katerina Stefanidi     | Griekenland | –    | –    | xo   | o    | 4,55      | q     |
| 4    | Michaela Meijer        | Zweden      | xo   | xo   | xxo  | o    | 4,55      | q, SB |
| 5    | Margot Chevrier        | Frankrijk   | –    | –    | o    | xxo  | 4,55      | q     |
| 6    | Angelica Moser         | Zwitserland | –    | xo   | o    | xxo  | 4,55      | q     |
| 7    | Roberta Bruni          | Italië      | o    | o    | o    | xx–  | 4,45      | q     |
| 7    | Amálie Švábíková       | Tsjechië    | –    | –    | o    | xx–  | 4,45      | q     |
| 9    | Molinarolo             | Italië      | o    | xo   | o    | xxx  | 4,45      |       |
| 10   | Ninon Chapelle         | Frankrijk   | –    | o    | xo   | xxx  | 4,45      | =SB   |
| 10   | Elina Lampela          | Finland     | o    | o    | xo   | xxx  | 4,45      |       |
| 12   | Lene Onsrud Retzius    | Noorwegen   | xo   | o    | xo   | xxx  | 4,45      | SB    |
| 13   | Caroline Bonde Holm    | Denemarken  | o    | o    | xxo  | xxx  | 4,45      | SB    |
| 14   | Yana Hladiychuk        | Oekraïne    | o    | o    | xxx  |      | 4,30      |       |
| 15   | Nikoleta Kyriakopoulou | Griekenland | xo   | o    | xxx  |      | 4,30      |       |
| 16   | Marie-Julie Bonnin     | Frankrijk   | –    | xo   | xxx  |      | 4,30      |       |
| 16   | Anjuli Knäsche         | Duitsland   | o    | xo   | xxx  |      | 4,30      |       |
| 18   | Hanga Klekner          | Hongarije   | o    | xxx  |      |      | 4,10      |       |
| 19   | Buse Arıkazan          | Turkije     | xxo  | xxx  |      |      | 4,10      |       |

### Finale
| Rang   | Atleet             | Land        | 4,25 | 4,45 | 4,60 | 4,70 | 4,75 | 4,80 | 4,85 | 4,91 | Resultaat | Bijz. |
| ------ | ------------------ | ----------- | ---- | ---- | ---- | ---- | ---- | ---- | ---- | ---- | --------- | ----- |
| Goud   | Wilma Murto        | Finland     | –    | o    | o    | o    | xxo  | o    | x–   | xx   | 4,80      | NR    |
| Zilver | Tina Šutej         | Slovenië    | –    | o    | xo   | xo   | xo   | x–   | xx   |      | 4,75      |       |
| Brons  | Amálie Švábíková   | Tsjechië    | o    | o    | o    | xxo  | xxx  |      |      |      | 4,70      |       |
| 4      | Katerina Stefanidi | Griekenland | –    | o    | o    | xxx  |      |      |      |      | 4,60      |       |
| 5      | Margot Chevrier    | Frankrijk   | –    | o    | xo   | xxx  |      |      |      |      | 4,60      |       |
| 6      | Angelica Moser     | Zwitserland | xxo  | o    | xxx  |      |      |      |      |      | 4,45      |       |
| 7      | Michaela Meijer    | Zweden      | xxo  | xxo  | xxx  |      |      |      |      |      | 4,45      |       |
| 8      | Roberta Bruni      | Italië      | o    | xxx  |      |      |      |      |      |      | 4,25      |       |

o geldige poging | x ongeldige poging | - poging overgeslagen | NM Geen geldig resultaat | WR Wereldrecord | CR Kampioenschapsrecord | AR Continentaal record | NR Nationaalrecord | WL Wereldleiding | EL Europese leiding | SB Beste seizoenprestatie | =SB Evenaring beste seizoenprestatie | PB Persoonlijk record | =PB Evenaring persoonlijk record